# Le Golgotha arménien
Le Golgotha arménien (arménien : Հայ Գողգոթան) est un mémoire écrit par le père Krikor Balakian en faisant le récit de son témoignage oculaire du génocide arménien. Le mémoire a été publié en deux volumes. Le premier volume, sur sa vie avant et pendant le génocide arménien, est sorti en 1922. Le second volume, sur sa vie de fugitif après le génocide, est sorti en 1959. Initialement publié en arménien, le mémoire a ensuite été publié dans plusieurs langues, dont une en français par H. Bedrossian, et une traduction anglaise par Peter Balakian, le petit-neveu de Balakian, avec Aris Sevag.

## Réception
Lors de la publication de la traduction anglaise en 2009, de nombreuses publications ont révisé le récit. Le New Yorker qualifie ce récit de « témoignage fascinant d'un crime monumental ». Elie Wiesel, connu pour son ouvrage phare La Nuit, a qualifié ce récit de « déchirant » car il estime que le souvenir présenté par Balakian « doit rester une leçon pour plus d'une génération ». Le magazine américain The New Republic a salué le récit comme « un livre puissant et important » car « il se présente comme l'une des principales sources de première main pour comprendre le génocide arménien ». Écrivant pour le Washington Post, Chris Bohjalian (un Arméno-Américain de deuxième génération) s'est senti personnellement connecté en comprenant ce qui est arrivé à ses arrière-grands-parents. Bohjalian estime que le récit de Balakian est « riche en preuves de la complicité du gouvernement turc et de la préméditation de ses dirigeants ». Bohjalian espérait également que le récit serait largement lu.

## Éditions
- (hy) Հայ գողգոթան : Դրուագներ հայ մարտիրոսագրութենէն [« Le Golgotha arménien »], vol. 1 : Պեռլինէն դէպի Զօր : 1914-1920 (De Berlin à Zor, 1914-1920), Vienne, Impr. de la Congrégation des pères mékhitaristes,‎ 1922, 429 p. (BNF 42318736, lire en ligne  [PDF])